# Chabuata albirena
Chabuata albirena är en fjärilsart som beskrevs av Achille Guenée 1852. Chabuata albirena ingår i släktet Chabuata och familjen nattflyn. Inga underarter finns listade i Catalogue of Life.